# Șoseaua Kiseleff

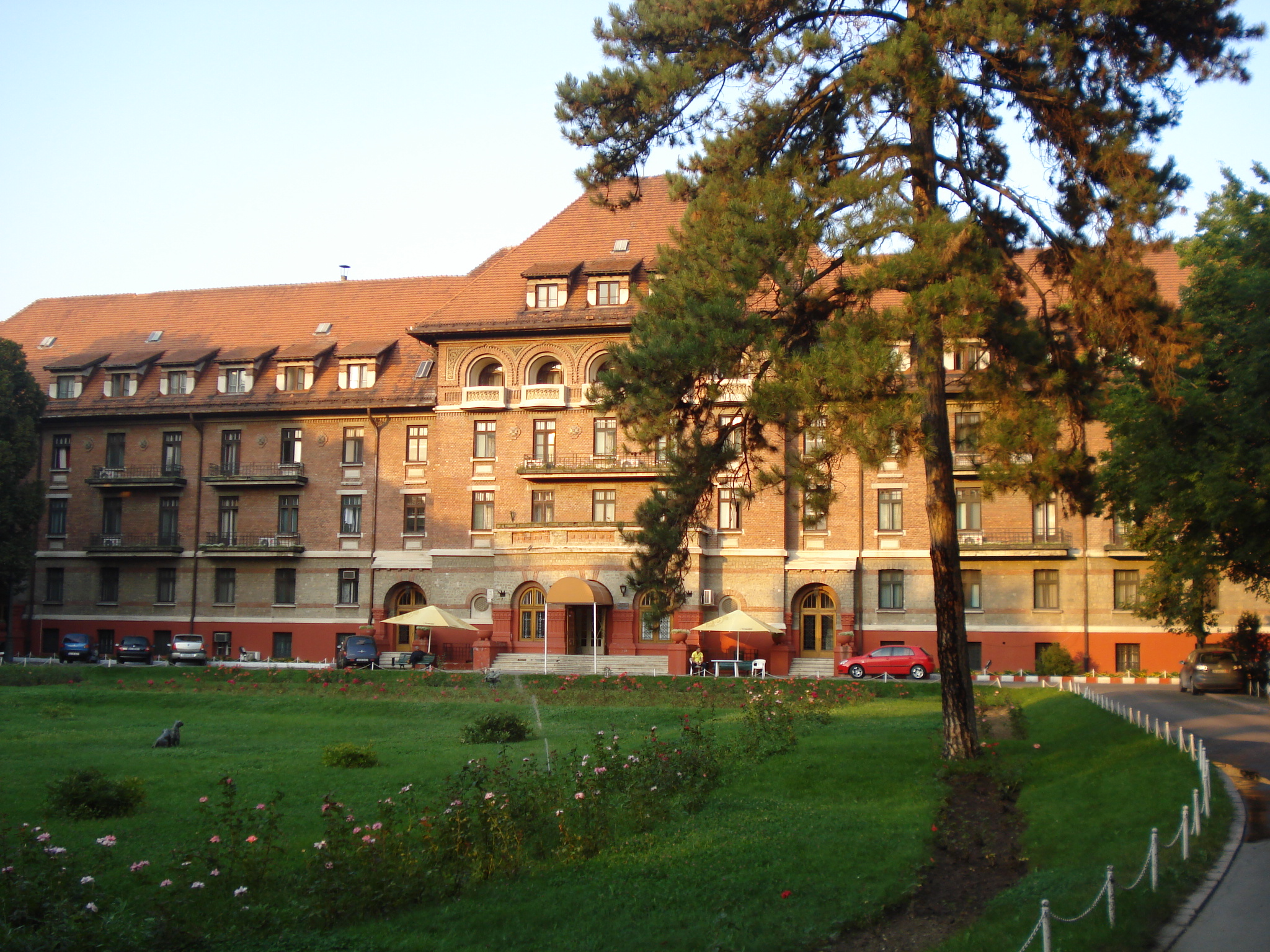
Hotelul restaurant Triumf

Șoseaua Kiseleff este o arteră importantă din București. Aceasta se află în sectorul 1 și face legătura între Piața Victoriei și Arcul de Triumf. Șoseaua a fost numită în onoarea contelui Pavel Kiseleff care a condus administrația militară rusească a Țării Românești între 1829 și 1834.
Până în decembrie 2017, Șoseaua Kiseleff includea și porțiunea dintre Arcul de Triumf și Piața Presei Libere, însă aceasta a fost redenumită la 19 decembrie 2017 în Bulevardul „Regele Mihai I”, la scurt timp după moartea acestuia.

## Istorie
La 8 noiembrie 1941, după participarea armatei române la Operațiunea Barbarossa, au avut loc defilări de trupe la Arcul de Triumf, în fața regelui Mihai și președintelui Consiliului de Miniștri, mareșalul Ion Antonescu.

## Clădiri
- Muzeul Geologic Național
- Muzeul Național de Istorie Naturală „Grigore Antipa”
- Muzeul Țăranului Român
- Bufetul din Șoseaua Kiseleff - o construcție ridicată în 1892 după planurile arhitectului Ion Mincu
- Restaurantul și hotelul Triumf
- Casa lui Nicolae Titulescu - casa în care a trăit diplomatul român Nicolae Titulescu a devenit din 1998 sediul Fundației Europene Titulescu și al Asociației de Drept Internațional și Relații Internaționale.
- Biserica Izvorul Tămăduirii

## Parcuri
- Parcul Kiseleff